# Dale Mitchell
Dale Mitchell (Vancouver, 21 aprile 1958) è un allenatore di calcio ed ex calciatore canadese, di ruolo attaccante.

## Palmarès

### Giocatore

#### Competizioni nazionali
- Canadian Soccer League: 3

Vancouvers 86ers: 1988, 1989, 1990